# Памятник Константину Рокоссовскому (Москва)
Па́мятник Константи́ну Рокоссо́вскому — памятник одному из крупнейших полководцев Второй мировой войны Маршалу Советского Союза и маршалу Польши Константину Рокоссовскому, установленный в апреле 2015 года в Москве, в районе Богородское на бульваре Маршала Рокоссовского, между домами 11 и 12. Открытие памятника приурочено к 70-й годовщине победы в Великой Отечественной войне. Авторы проекта конной статуи, победившего в конкурсе: Народный художник Российской Федерации скульптор Александр Рукавишников, архитекторы Сергей Шаров и Михаил Корси. Памятник установлен Российским военно-историческим обществом на народные пожертвования.
Памятник Рокоссовскому изображает военачальника на коне во время легендарного Парада Победы в Москве 24 июня 1945 года, тогда маршал командовал парадом.

## История
Памятник был торжественно открыт 6 мая 2015 года. На открытии выступили премьер-министр России Дмитрий Медведев, мэр Москвы Сергей Собянин, правнучка маршала Ариадна Рокоссовская. Присутствовали министр культуры Владимир Мединский, Герой Советского Союза и России Артур Чилингаров, ветераны Великой Отечественной войны. На церемонию открытия была приглашена посол Польши в России Катажина Пелчиньская-Наленч, которая не явилась, поскольку деятельность маршала на посту министра обороны Польши в 1949—1956 годах в современной Польше расценивается в целом отрицательно.
На открытии памятника Медведев сказал о полководце: «Рокоссовский участвовал почти во всех крупных сражениях ВОВ — его 16-я армия остановила немцев на рубеже Крюково-Истра, где враг сосредоточил основные силы, рассчитывая прорваться к столице». По окончании открытия памятника премьер-министр возложил к монументу цветы — корзину алых роз, а затем пообщался с ветеранами, среди которых были и те, кто лично знал маршала Рокоссовского. Ранее, в 2014 году станции Московского метрополитена «Улица Подбельского» Сокольнической линии было присвоено наименование «Бульвар Рокоссовского».
В Волгограде 2 мая 2015 года торжественно открыт конный памятник Рокоссовскому, сделанный по другому проекту.